# Plaine de Stari Grad
La plaine de Stari Grad sur l'île de Hvar, est un territoire agricole marqué par l'héritage de la colonisation grecque antique, du quatrième siècle avant notre ère.